# Danilo Anđušić
Danilo Anđušić (cyr. Данило Анђушић; ur. 22 kwietnia 1991 w Belgradzie) – serbski koszykarz, występujący na pozycji rzucającego obrońcy, aktualnie zawodnik AS Monaco.
W 2015 jego żoną została Ivana Maksimović, która jest strzelczynią sportową.
5 stycznia 2016 został zawodnikiem Anwilu Włocławek.
25 września 2019 dołączył do francuskiego JL Bourg Basket.

## Osiągnięcia
Stan na 12 marca 2022, na podstawie, o ile nie zaznaczono inaczej.

### Drużynowe
- Mistrz Serbii (2012)
- Wicemistrz Serbii (2010, 2011)[7]
- Zdobywca Pucharu Serbii (2012)
- 4. miejsce:
  - podczas mistrzostw VTB (2018)
  - w Lidze Adriatyckiej (2012)

### Indywidualne
- MVP:
  - Pucharu Serbii (2012)
  - kolejki Ligi Adriatyckiej (22 – 2018/2019)
- Zaliczony do I składu ligi francuskiej (2021)
- Uczestnik meczu gwiazd VTB (2017)[8]
- Lider strzelców ligi francuskiej (2021 – 20)[9]

### Reprezentacja
Seniorska
- Uczestnik:
  - mistrzostw Europy (2013 – 7. miejsce)
  - kwalifikacji do Eurobasketu (2012/2013, 2019/2020)

Młodzieżowe
- Mistrz Europy:
  - U–18 (2009)
  - U–16 (2007)
- Uczestnik mistrzostw Europy U–20 (2010 – 7. miejsce, 2011 – 13. miejsce)